# Том Савидж
Том Савидж (на английски: Tom Savage) е американски писател на произведения в жанра трилър, романтичен трилър и криминален роман. Писал е и под псевдонима Т. Дж. Филипс (T.J. Phillips).

## Биография и творчество
Том Савидж е роден през 1948 г. в Бей Шор, щат Ню Йорк, САЩ. Израства в Сейнт Томас, Вирджински острови. Следва в „Пойнт Парк Колидж“, Питсбърг, и в частния университет „Хофстра“ в Ню Йорк, специалност драма и с допълнение английска филология.
След дипломирането си работи като професионален актьор и пише пиеси, вкл. шоу за Бродуей – „Музикални столове“. После дълги години работи в Murder Ink®, първата в света книжарница за трилъри и загадки. Пише блогове за различни теми, свързани с криминални книги, филми и други.
Първият му роман, трилърът „Бездна“, е издаден през 1994 г. В богатия дом на семейство Прескот в тропическия Сейнт Томас, пристига младата Даяна Мейсен, за да работи като секретарка. Играта на смърт започва и тази загадъчна млада жена ще определя правилата до изненадващата развръзка..
През 1996 г. е издаден бестселър трилърът му „Денят на влюбените“. Преди много години Джил Талът участва в студентска лудория заедно три приятелки. Другите три жени са убити от неизвестен садистичен касапин, който нарича себе си Валентин и убива всяка година в Деня на влюбените и е тръгнал след нея. През 2001 г. е екранизиран във филма „Свети Валентин“, с участието на Дейвид Бореанас, Дениз Ричардс и Катрин Хайгъл.
Трилърът му „Наследството“ е издаден през 1998 г. младата Холи Смит неочаквано получава в наследство огромно богатство и разкошно имение от напълно непозната родственица. Но някой не е съгласен с това развитие на нещата и преследва смъртта ѝ.
Следват трилърите му „Чистачът“, „Пени за палача“, „Ардън Корт“ и поредицата „Нора Барон“. Автор е и на два криминални романа под псевдонима Т. Дж. Филипс – „Танцът на мангустата“ и „Жена в мрака“ от поредицата „Джо Уайлдър“.
Негови разкази са публикувани в списанията „Алфред Хичкок Мистъри“, „Елъри Куин Мистъри“ и в антологии, редактирани от Лорънс Блок, Харлан Коубън и Майкъл Конъли.
Той е член на Асоциацията на актьорите, на Гилдията на авторите, на Асоциацията на писателите на криминални романи на Америка, Международната асоциация на писателите на криминални романи и трилъри. Бил е директор на националния съвет на Асоциацията на писателите на криминални романи на Америка и няколко пъти е участвал в комисиите за наградите „Едгар“ и „Хамет“. Основател е на програмата за наставници на Асоциацията на писателите на криминални романи на Америка, като оценява и насърчава нови автори на трилъри.
Том Савидж живее със семейството си в Ню Йорк.

## Произведения

### Самостоятелни романи
- Precipice (1994)
Бездна, изд.: ИК „Колибри“, София (2001), прев. Савина Манолова
- Valentine (1996)
Денят на влюбените, изд.: ИК „Колибри“, София (1996), прев. Людмила Левкова
- The Inheritance (1998)
Наследството, изд.: ИК „Колибри“, София (2000), прев. Савина Манолова
- Scavenger (2000)
- A Penny for the Hangman (2014)
- Arden Court (2018)[1][4][5]

### Серия „Нора Барон“ (Nora Baron)
1. Mrs. John Doe (2015)
2. The Women Who Knew Too Much (2017)
3. The Spy Who Never Was (2018)
4. Devil and the Deep Blue Spy (2019)[1][4]

### Сборници
- Jumbie Tea and Other Things (2014)[4]

### Новели
- Jumbie Tea (2014)[5]

### Като Т. Дж. Филипс

#### Серия „Джо Уайлдър“ (Joe Wilder)
1. Dance of the Mongoose (1995)
2. Woman in the Dark (1997)[2]

### Екранизации
- 2001 Свети Валентин, Valentine